# Polypodium longepinnulatum
Polypodium longepinnulatum är en stensöteväxtart som beskrevs av Eugène Pierre Nicolas Fournier. Polypodium longepinnulatum ingår i släktet Polypodium och familjen Polypodiaceae. Inga underarter finns listade.